# Lommasjön (Undenäs socken, Västergötland)
Lommasjön är en sjö i Karlsborgs kommun i Västergötland och ingår i Motala ströms huvudavrinningsområde. Lommasjön ligger i Tiveden Natura 2000-område.